# 古洛铁路
古洛铁路是中国最北端的铁路。始于富西铁路古莲站，终至中俄界河黑龙江边洛古河站，全长85公里，国铁Ⅱ级单线，采取64D半自动闭塞。限制坡度上行12‰，下行20‰。最小曲线半径1200米，困难地段800米。由东风4内燃机车牵引，牵引质量4000吨。
分两期建设：一期工程为古莲站至月牙湖段，全长33.815公里，起点为富西铁路K680+550=DK0+000，经古莲林场站，至月牙湖站外DK32+600，设计运量476万吨; 二期工程为月牙湖至洛古河段，设计运量760万吨。项目业主为大兴安岭古洛铁路有限责任公司，建设资金共5亿元，项目出资比例为：哈尔滨铁路局与大兴安岭林业集团公司各出资50％，是黑龙江省“十一五”期间的重点建设项目。 根据铁道部规划，将在洛古河建设中俄黑龙江铁路大桥，沟通俄罗斯铁路网，年过货300万吨。

## 历史
铁道部和黑龙江省以《关于新建古莲至洛古河铁路古莲至古莲煤矿段工程可行性研究报告的批复》（铁计函〔2009〕110号）和《关于新建古莲至洛古河铁路古莲至月牙湖段初步设计的批复》（铁鉴函〔2009〕595号）文件批准建设。由古洛铁路建设筹备组具体组织实施施工业主管理。2009年6月25日，古洛铁路一期工程古莲至月牙湖段开工兴建，由中国铁建第十三局集团公司四公司承建。一期工程全线路基土石方574.4万立方米；特大桥4座，3517.34延长米；大桥2座，748.02延长米；框架桥1座，83.3顶面平方米；涵洞67座，1182.79横延米；正线铺轨33.233公里，站线铺轨5.313公里；通信线路78公里；供电线路20.56公里；房屋1700平方米。当地气候严寒，冬季漫长，每年有效施工期只有5个月，并且大宗建筑材料全部要依靠外运。2011年12月31日，线路正式开通。2012年5月1日9时18分，满载2200吨煤炭的货运列车开出月牙湖站，该段铁路正式投入运营，月牙湖站取代漠河站成为中国最北火车站。